# Estació de càrrega

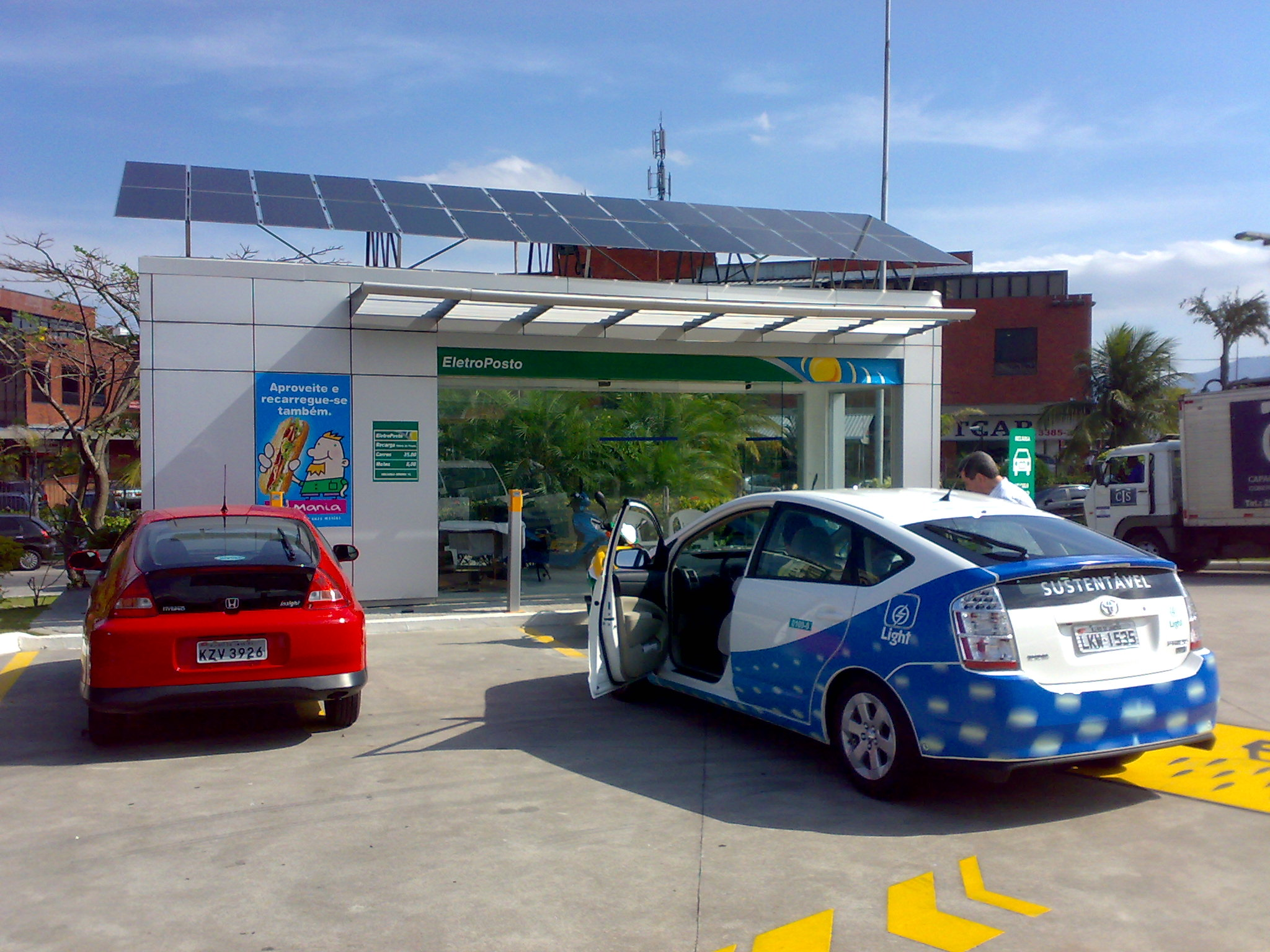
Estació de càrrega a Rio de Janeiro atenent versions modificades del Toyota Prius i de l'Honda Insight. Aquesta estació utilitza energia solar

Una estació de càrrega, també anomenada estació de càrrega elèctrica, punt de càrrega o fotolinera és un punt que proveeix electricitat per recarregar els vehicles elèctrics, incloent-hi els vehicles híbrids endollables.
Les tarifes de càrrega són usualment determinades pels governs locals.

## Infraestructura

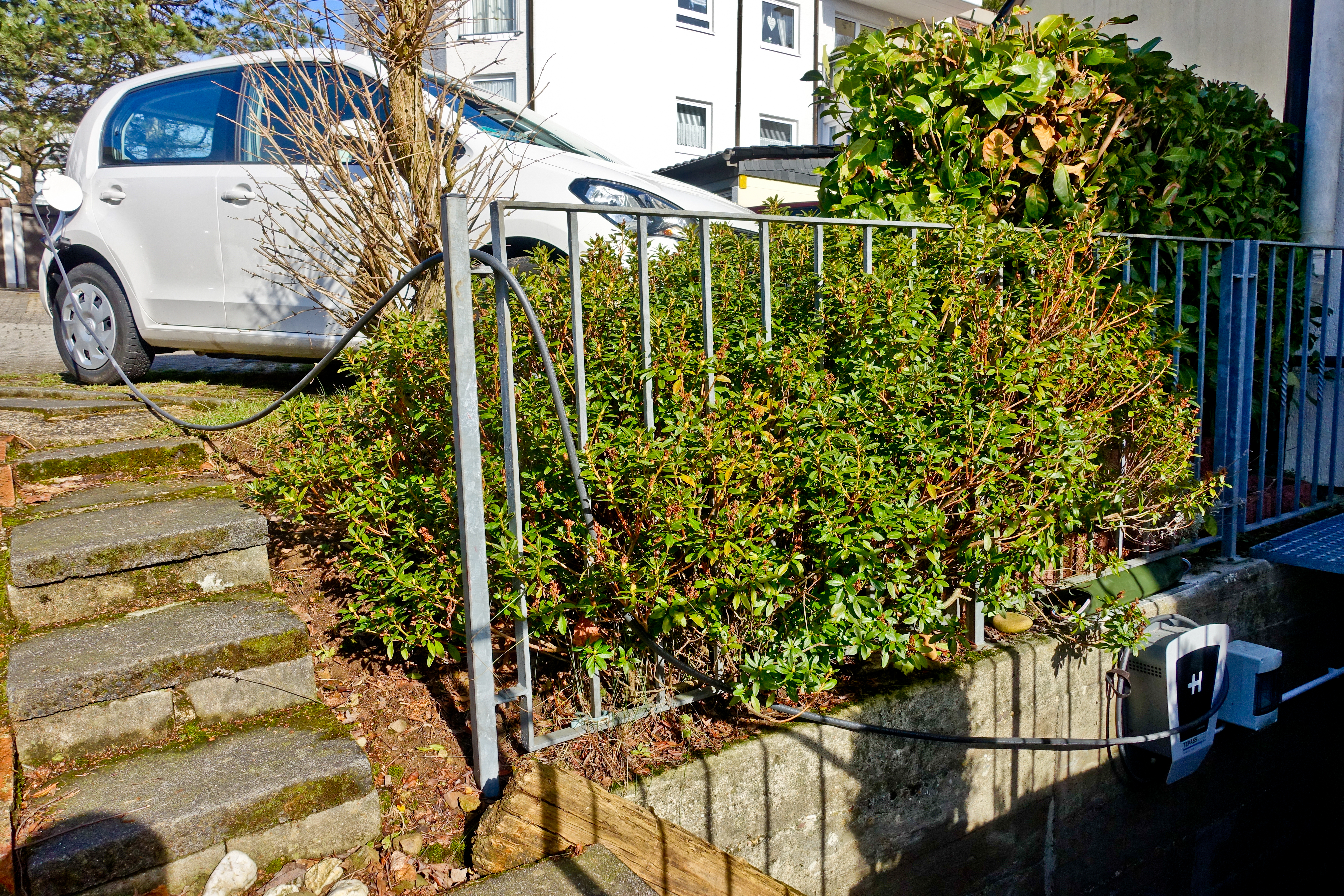
Instal·lació privada de punt de recàrrega de vehicle elèctric

Els vehicles elèctrics no requereixen necessàriament una infraestructura nova: Hi ha enquestes que han mostrat que més de la meitat de les llars dels Estats Units tenen accés a un endoll per carregar les seves necessitats. Crear un infraestructura nova per a carregar aquests vehicles per a la gent que no té tal accés o vulgui carregar al carrer, és un repte molt menor que desenvolupar un nou tipus de combustible.
Encara que la majoria dels desplaçaments es fan localment sense necessitat de cap mena de càrrega ràpida, els viatges més llargs entre ciutats continuen necessitant una xarxa d'estacions per estendre l'ús de vehicles elèctrics a grans distàncies.
Les estacions de càrrega d'ús públic solen ser sistemes automàtics d'auto-servei. Per pagar l'energia consumida durant el procés de càrrega de les bateries s'han implementat diferents solucions en què els usuaris s'identifiquen mitjançant algun sistema que els permet el pagament. En algunes ocasions també s'identifiquen els vehicles mitjançant un tag RFID que és llegit pel sistema abans de realitzar el servei.

### Tipus d'estacions
Es distingeixen diferents tipus d'estacions de recàrrega com punts de recàrrega normals, ràpids, semiràpids i superràpids (HPC).

### Tipus de connectors
En les estacions de recàrrega podem trobar diversos tipus de connectors segons el país. Arreu de la UE es pot carregar el vehicle elèctric o híbrid endollable amb un connector normal domèstic o connector Schuko o amb el connector Tipus 2 o el connector CCS o Combo.
El connector normal domèstic permet càrregues només a baixa velocitat, però te l'avantatge d'estar disponible a qualsevol habitatge i arreu de la UE.
El connector Tipus 2 va ser desenvolupat pel fabricant de connectors Mennekes i definit com estàndard per la Unió Europea. per la càrrega de vehicles elèctrics. Més tard es va definir el connector CCS o COMBO (derivat del Tipus 2) que permet càrreges ràpides i ultrarràpides.

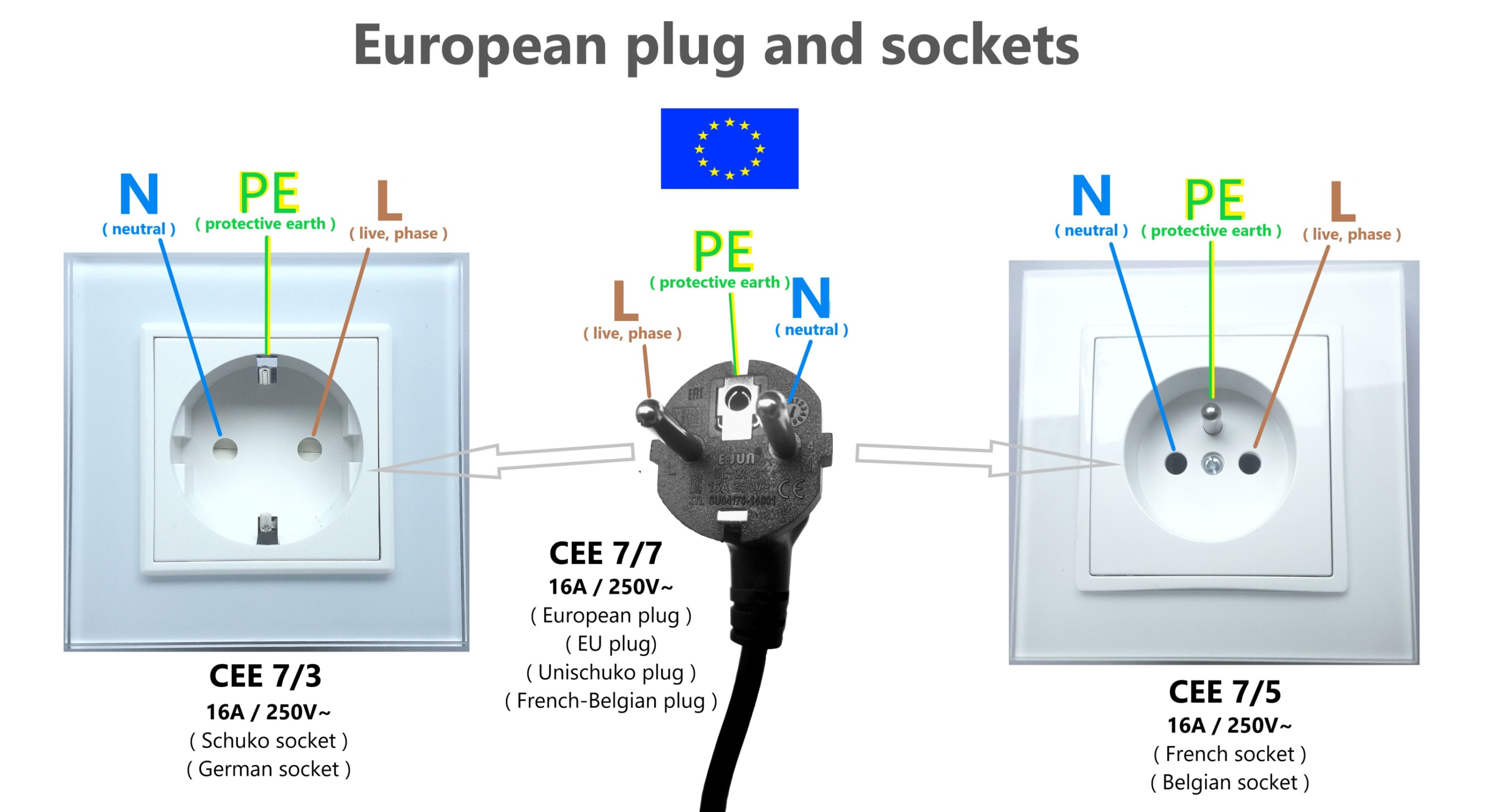
Presa tipus Schuko

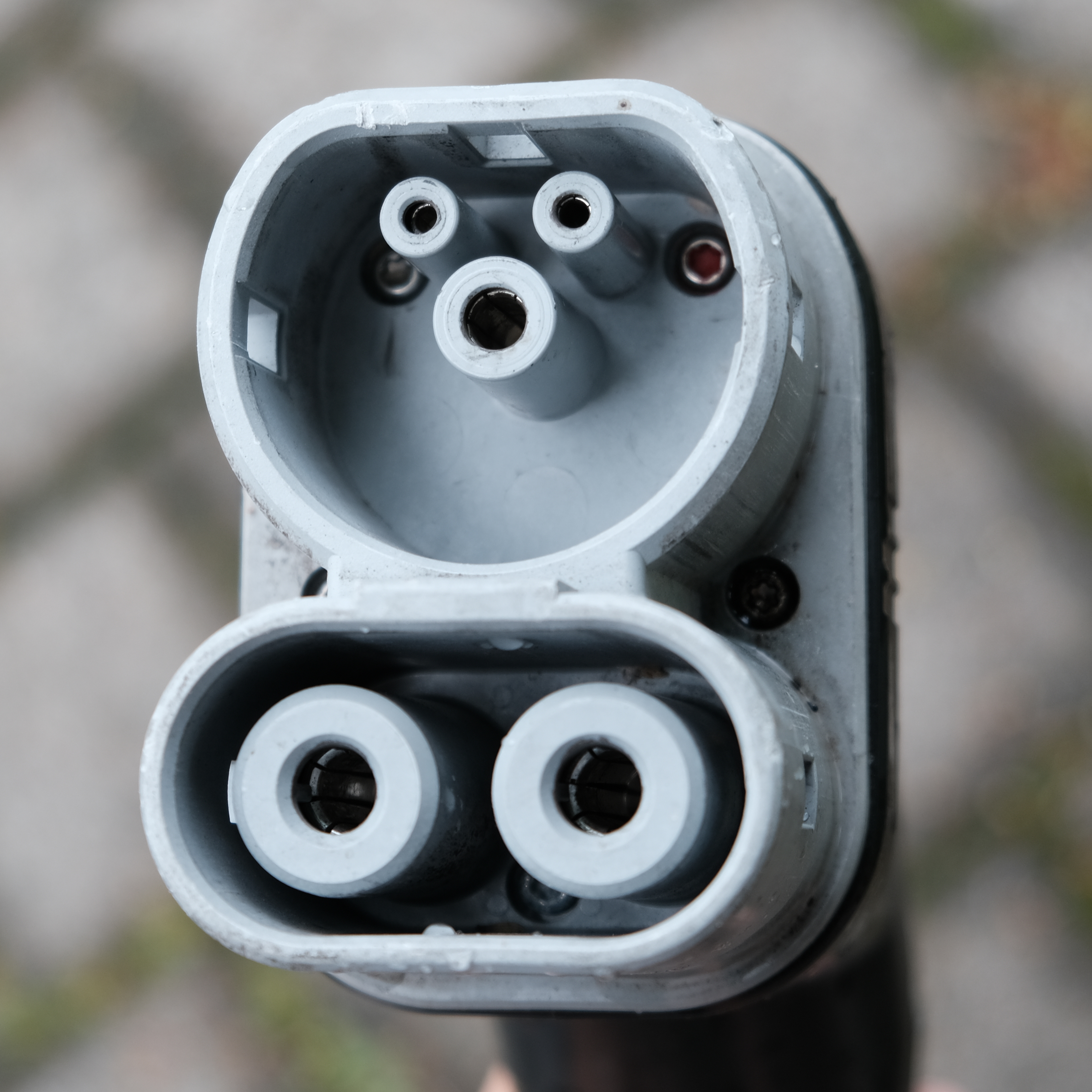
Connector CCS (Tipus 2 Combo)

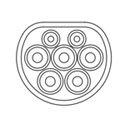
Presa Tipus 2